# فهرست فرودگاه‌های ازبکستان
فهرست فرودگاه‌های ازبکستان مرتب‌شده بر پایهٔ مکان.

## فهرست
| مکان    | ایکائو | یاتا | نام فرودگاه               | مختصات                                                                |
| ------- | ------ | ---- | ------------------------- | --------------------------------------------------------------------- |
| اندیجان | UTKA   | AZN  | فرودگاه اندیجان           |                                                                       |
| بخارا   | UTSB   | BHK  | فرودگاه بخارا             | ۳۹°۴۶′۳۰″ شمالی ۰۶۴°۲۹′۰۰″ شرقی / ۳۹٫۷۷۵۰۰°شمالی ۶۴٫۴۸۳۳۳°شرقی        |
| فرغانه  | UTKF   | FEG  | فرودگاه فرغانه            |                                                                       |
| نمنگان  | UTFN   | NMA  | فرودگاه نمنگان            |                                                                       |
| نوایی   | UTSA   | NVI  | فرودگاه نوایی             | ۴۰°۰۷′۰۴″ شمالی ۶۵°۱۰′۳۰″ شرقی / ۴۰٫۱۱۷۷۸°شمالی ۶۵٫۱۷۵۰۰°شرقی         |
| نوکوس   | UTNN   | NCU  | فرودگاه نوکوس             | ۴۲°۲۹′۱۵″ شمالی ۵۹°۳۷′۲۶″ شرقی / ۴۲٫۴۸۷۵۰°شمالی ۵۹٫۶۲۳۸۹°شرقی         |
| نخشب    | UTSL   | KSQ  | پایگاه هوایی قرشی-خان‌آباد | ۳۸°۵۰′۰۱″ شمالی ۰۶۵°۵۵′۱۷″ شرقی / ۳۸٫۸۳۳۶۱°شمالی ۶۵٫۹۲۱۳۹°شرقی        |
| سمرقند  | UTSS   | SKD  | فرودگاه سمرقند            | ۳۹°۴۲′۰۲″ شمالی ۶۶°۵۹′۰۲″ شرقی / ۳۹٫۷۰۰۵۶°شمالی ۶۶٫۹۸۳۸۹°شرقی         |
| تاشکند  | UTTT   | TAS  | فرودگاه بین‌المللی تاشکند  | ۴۱°۱۵′۲۸٫۳″ شمالی ۶۹°۱۶′۵۲٫۲۷″ شرقی / ۴۱٫۲۵۷۸۶۱°شمالی ۶۹٫۲۸۱۱۸۶۱°شرقی |
| ترمذ    | UTST   | TMJ  | فرودگاه ترمذ              |                                                                       |
| گرگانج  | UTNU   | UGC  | فرودگاه گرگانج            |                                                                       |
| زرافشان |        | AFS  | فرودگاه زرافشان           |                                                                       |